# Saint-Georges-de-Poisieux
Saint-Georges-de-Poisieux – miejscowość i gmina we Francji, w Regionie Centralnym, w departamencie Cher.
Według danych na rok 1990 gminę zamieszkiwały 373 osoby, a gęstość zaludnienia wynosiła 24 osoby/km² (wśród 1842 gmin Regionu Centralnego Saint-Georges-de-Poisieux plasuje się na 777. miejscu pod względem liczby ludności, natomiast pod względem powierzchni na miejscu 859.).